# Алберто Корда
Алберто Диас Гутиерес (на испански: Alberto Díaz Gutiérrez), известен като Алберто Корда (на испански: Alberto Korda) или просто Корда е кубински фотограф, автор на знаменитата фотография на Че Гевара.

## Кратка биография
Псевдонимът „Корда“ фотографът взима в чест на унгарския режисьор Александър Корда. На 5 март 1960 г. той заснема превърналата се в култова снимка на Че Гевара по време на погребение. По причина, че Фидел Кастро не признава Бернската конвенция и счита интелектуалната собственост за империалистическа безсмислица, Корда никога не получава авторски права над фотографията или някакво парично възнаграждение.
След революцията Корда става личен фотограф на Кастро. От 1968 до 1978 г. се занимава с подводна фотография. Умира през 2001 г. от сърдечен удар.

## Отличия и награди
- Награден с кубинската „Palma de Plata“ в 1959 г.
- Най-добър фотограф на годината според хаванското списание „Revolución Journal“ в течение на периода 1960 – 1963 г.
- Лауреат на 5-о издание на Международната награда за подводна фотография „Maurizio Sana“, Италия, 1979 г.
- Отличен със Знака за принос в националната култура на Министерството на културата на Куба, 1994 г.
- Награда „Olorum Cubano“ на Кубинския фонд за фотография през 1998 г.
- Първа награда „Foto Histórica“ на списание „Revolución y Cultura“, 10 национален салон за фотография, Куба, 26 юли 1980 г.